# 1963 en fantasy
| Années de la fantasy : 1960 - 1961 - 1962 - 1963 - 1964 - 1965 - 1966    |
| Décennies de la fantasy : 1930 - 1940 - 1950 - 1960 - 1970 - 1980 - 1990 |

L'année 1963 a été marquée, en matière de fantasy, par les événements suivants.

## Naissances et décès

### Décès
- 22 novembre : C. S. Lewis, écrivain irlandais.

## Romans - Recueils de nouvelles ou anthologies - Nouvelles
- L'Arche du temps (Witch World), roman d'Andre Norton